# Norra Håslöv
Norra Håslöv är en småort på Söderslätt i Håslövs socken i Vellinge kommun, belägen söder om Vellinge, längs med E6 mot Trelleborg. I orten ligger Ängavallen. 
Norra Håslöv har anor från tidig medeltid. Bebyggelsen ligger i huvudsakligen längs den gamla bygatan där den långsträckta bystrukturen har bibehållits genom århundradena.
Flera gårdar som inte flyttades ut från byn vid enskiftet 1812 finns ännu kvar. Dessutom finns här soldattorp, hantverkarhus och arbetarbostäder från sent 1800-tal.